# Þórarinn ragabróðir Óleifsson
Þórarinn ragabróðir Óleifsson (Thorarin, n. 920) fue un caudillo vikingo de Rauðamelur, Hnappadals en Islandia, considerado el segundo o tercero lögsögumaður de la historia de Islandia. Hay versiones que no consideran a Úlfljótr el primer lögsögumaður, sino quien estableció las bases legales de la isla con la llamada «Ley de Úlfljót».
Desempeñó su cargo entre 959 y 969. Según la Saga de Egil Skallagrímson era hijo mayor de Óleifur Hjalti, un colono de Varmilækur en Borgarfjörður, y apodado «Ragabróðir» (hermano de Ragi) en la saga de Njál. La misma información aparece en la saga Íslendinga.
Se casó con Thorarinn, la hija de Olaf Feilan. En Íslendingabók se cita que sucedió en el cargo a Hrafn Hængsson.